# Panhard & Levassor 50CV e 65CV
Con le sigle 50CV e 65CV, applicate alla produzione della Casa automobilistica francese Panhard & Levassor, si intendono due famiglie di autovetture della fascia di gran lusso presenti nei listini Panhard & Levassor dal 1905 al 1910.

## Profilo
Queste due famiglie costituirono l'apice della produzione Panhard & Levassor durante il primo decennio del Novecento. Furono prodotte in pochi esemplari, vista la loro estrema esclusività, che ne faceva vetture per pochissimi. All'inizio del Novecento, la produzione della Panhard & Levassor stava virando con decisione verso segmenti di lusso sempre più esclusivi, per arrivare appunto al gennaio del 1905, quando venne lanciato il primo dei modelli top di gamma, ossia la Type Q, caratterizzata da un'architettura strutturale di tipo convenzionale, con telaio a longheroni e traverse in acciaio, sospensioni ad assale rigido, motore anteriore longitudinale e trazione posteriore. Il piatto forte di questo modello era rappresentato dal motore, un'enorme unità a 4 cilindri in linea da ben 10560 cm³ di cilindrata. Tale motore apparteneva alla famiglia Centaure allégé ed era caratterizzato dalla distribuzione a due assi a camme racchiusi in un carter di alluminio. Il cambio era di tipo manuale a 4 marce e la trasmissione era a catena.
A partire dal mese di giugno del 1908, alla Type Q venne affiancata dalla Type U4, un modello da 65 CV fiscali, quindi ben al di sopra della già esclusivissima Type Q da 50 CV fiscali. Ferme restando le caratteristiche di telaio e meccanica, la vettura montava un motore a 6 cilindri in linea da 12.020 cm3, mentre il cambio a 4 marce era di nuovo tipo rispetto a quello della Type Q, ormai vice-top di gamma.
I due modelli uscirono di produzione nel luglio del 1910, in totale ne vennero prodotti 124 esemplari, di cui solo 15 Type U4 e 109 Type Q.

## Tabella riepilogativa
Di seguito vengono riepilogate le caratteristiche relative ai modelli da 50 e 65 CV fiscali prodotti dalla Panhard & Levassor nel corso degli anni:
| Panhard & Levassor 50CV e 65CV (1905-10) |        |            |              |                         |                    |                    |
| Modello                                  | Motore | Cilindrata | Trasmissione | Cambio/ N° rapporti     | Anni di produzione | Esemplari prodotti |
| Type Q                                   | Z4O    | 10560      | Catena       | Type KJ manuale 4 marce | 01/1905-07/1910    | 109                |
| Type U4                                  | T26S   | 12020      | Catena       | Type KS manuale 4 marce | 06/1908-07/1910    | 15                 |